# 藍多湖 (佛羅里達州)
藍多湖（英語：Land O' Lakes）是位於美國佛羅里達州帕斯科縣的一個人口普查指定地區。

## 地理
藍多湖的座標為28°12′14″N 82°25′56″W / 28.20389°N 82.43222°W，而該地最高點為海拔高度23米（即75英尺）。

## 人口
根據2010年美國人口普查的數據，藍多湖的面積為54.70平方千米，當中陸地面積為48.20平方千米，而水域面積為6.50平方千米。當地共有人口31145人，而人口密度為每平方千米569人。